# Literatuur in de 4e eeuw

## Belangrijke data
- 313: de christelijke retoricus Lactantius wordt door Constantijn naar het hof van Trier geroepen om de opvoeding van zijn zoon Crispus te verzorgen[1].
- Ongeveer 325: in Perzië legt een synode die bijeengeroepen is door Shapur II de tekst vast van de Avesta, die verloren was gegaan na de verovering van Alexander en opnieuw samengesteld werd aan de hand van mondelinge tradities [2].
- 333: een anonieme inwoner van Bordeaux gaat op pelgrimstocht naar Jeruzalem en laat een verslag achter dat tot in de moderne tijd bewaard is gebleven : de Itinerarium a Burdigala Hierusalemusque (De route van Bordeaux naar Jeruzalem) [3]. De Gallische pelgrim trekt door de vallei van de Donau, Constantinopel en Klein-Azië.
- 357: Themistius schrijft over een grote door de staat gesubsidieerde kopieerworkshop, georganiseerd in de bibliotheek van het Paleis van Constantinopel.
- Ongeveer 369: de Gotische bisschop Wulfila (of Ulfilas) stelt een Gotisch alfabet samen uit Griekse en Latijnse letters en enkele Germaanse runen om de Bijbel in het Gotisch te vertalen.

- 378-379: de Koreaanse geleerde Wani brengt het Chinees schrift naar Japan [4].
- Rond 384: de heidense schrijver en prefect van Rome Symmachus richt een literaire kring op.
- Tussen 392 en 406: de geleerde Mesrop (Mesrob Mashtots) stelt een Armeens alfabet samen waarmee hij de Bijbel kan vertalen.

## Belangrijke werken
- Ongeveer 300:
  - Zeer ruwe datum van de Codex Vaticanus en Codex Sinaiticus, manuscripten van de Bijbel in het Grieks.
  - De mysteriën van Egypte, Iamblichus' verhandeling over theürgie en occultisme .
- Ongeveer 300/500: vermoedelijke datum van de samenstelling van Pañchatantra, een verzameling Indiase fabels en verhalen [5].
- Rond 301: Het leven van Plotinus van Porphyrius van Tyrus.
- Rond 303: publicatie van de Chronicle van Eusebius van Caesarea [6].
- 303-305: De opificio Dei (Over het werk van God), een verhandeling van de retoricus Lactantius [7].
- Rond 305-311: Adversus nationes, een polemische verhandeling tegen het heidendom geschreven door de retoricus Arnobe [7].
- 306-311: Divinae Institutiones (Goddelijke instituten), een verhandeling van de retoricus Lactantius, waarin de principes van de christelijke religie uiteen worden gezet [7].
- 307-310: Apologie voor Origenes, in de gevangenis geschreven door Pamphilus van Caesarea.
- Rond 310: Iamblichus romantiseert het leven van Pythagoras en maakt zijn werk populair.
- 312-322: Evangelische Voorbereiding, geschreven door Eusebius van Caesarea.
- 314-315: Lactantius schrijft De mortibus persecutorum, die de auteurs van de vervolgingen hekelt [1].

- Ongeveer 320: Chalcidius becommentarieert en vertaalt Plato 's Timaeus in het Latijn.

- 324: Kerkgeschiedenis door Eusebius van Caesarea (circa 265-340).
- Rond 331: Eusebius van Caesarea schrijft de Onomasticon.
- 333-337: Matheseos boek VIII door de Siciliaanse astroloog Firmicus Maternus [8].
- Rond 329-330: Evangeliorum libri, gedicht van de Spaanse priester Juvencus [9], die de evangeliën transcribeert in drieduizend hexameters.
- Na 340: Wulfila's vertaling van de Bijbel in de Gotische taal [10].
- 343-347: De errore profanarum religieum (De dwaling van heidense religies) door Julius Firmicus Maternus, gericht aan de keizers Constantius II en Constantius om hen te herinneren aan hun plicht om het heidendom te vernietigen [11].
- 350-360: Donatus (Aelius Donatus), een Romeinse grammaticus waarvan Hiëronymus van Stridon een van de leerlingen is, schrijft de Ars grammatica (De kunst van grammatica), gepubliceerd in twee delen, de Ars major en de Ars minor. De tweede, geschreven voor jonge leerlingen, zal in de Middeleeuwen zo veel gebruikt worden dat de naam Donat synoniem zal worden met de grammatica's of leerboeken op de basisschool. Hij schrijft eveneens commentaren op Vergilius en Terence.
- 356-357: Patriarch Athanasius van Alexandrië, in ballingschap in Egypte, schrijft een leven van de heilige Antonius.
- 357-358: Liber Contra Arianos, door Foebade d' Agen, gericht aan de bisschoppen van Gallië, geschreven om de Arianistische beslissingen van het Concilie van Sirmium te weerleggen.
- Tussen 366 en 384: Commentaren op de 13 brieven van Sint-Paulus door Ambrosius van Milaan (340-397).
- Rond 370-371: de Latijnse dichter Ausone benoemt in zijn werk La Moselle een reis over de Rijn en de Moezel.
- Na 380: aan het hof van Chandragupta II zou de Indiase dichter Kâlidâsa zijn lyrische gedicht Meghaduta, The Messenger Cloud , hebben geschreven.
- Rond 380-395: Ammien Marcellin schrijft de Res Gestae, een historisch werk in 31 boeken naar het model van Tacitus over de periode 96 - 378 ,[12].
- Rond 382: Preken over de maagdelijkheid van Johannes Chrysostomos.
- 386: toespraak Voor de tempels van Libanios, een van de laatste oplevingen van heidense antichristelijke reactie.

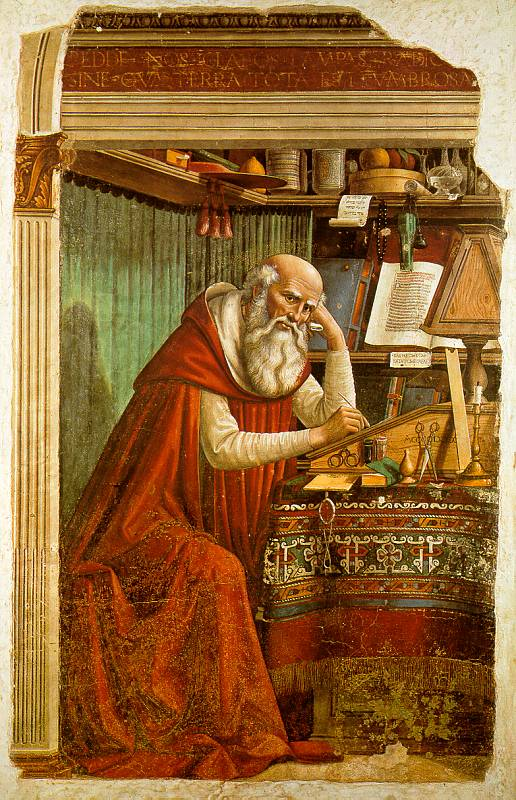
Domenico Ghirlandaio - St Jeroen.

- 392-404: in Bethlehem vertaalt Hiëronymus van Stridon het Oude Testament in het Latijn vanuit de Hebreeuwse tekst (de Vulgaat)[13].
- 393-394: John Chrysostomus schrijft de verhandeling De inani gloria et educandis a parentibus liberis (Over de ijdele glorie en de opvoeding van kinderen) [14].
- Ongeveer 395: Levens van de sofisten van Eunapus, 23 biografieën.
- 397: Sulpice-Sévère schrijft zijn Vita Martini (Leven van Sint Maarten), het eerste leven van een heilige [15].
- 397-401: Augustinus schrijft zijn Confessiones.
- Einde van het schrijven van de versie van de Gemara die geschreven is in Galilea, en samen met de Misjna de Talmoed van Jeruzalem vormt[16].
- Schrijven van de Kâmasûtra aan het einde van de 4e eeuw, toegeschreven aan Vâtsyâyana.
- Voltooiing van de Mahabharata [17].
- Van re coquinaria (Vanuit de keuken), gepubliceerd onder de naam van Apicius, een vroeg handboek over de culinaire kunst.

## Geboorten
- 329 in Caesarea, Basilius van Caesarea, bisschop van Caesarea, theoloog.
- 329 in Cappadocië, Gregorius van Nazianzus, kerkleraar, theoloog.
- tussen 330 en 335 in Antiochië, Ammian Marcellinus, Grieks-Romeins historicus.
- tussen 331 en 314 in Neocaesarea, Gregorius van Nyssa, theoloog.
- 340 in Trier, Ambrosius van Milaan, bisschop van Milaan, kerkleraar, theoloog, schrijver en dichter.
- 347 in Stridon, Hiëronymus van Stridon, kerkleraar, Hebreeuws-Latijnse vertaler.
- rond 349 in Sardis, Eunapus, retoricus.
- 350 in Athene, Plutarchus van Athene, Griekse filosoof.
- 354 in Thagaste, Augustinus van Hippo, kerkleraar, theoloog en filosoof.
- tussen 379 en 395 in Volsinii, Avienus, een hoge ambtenaar en Romeinse dichter.
- eind 4e eeuw in Alexandrië, Olympiodorus de Oude, Griekse filosoof.

## Overlijdens
- rond 304, Arnobus de Oudere, Numidische schrijver, retoricus en theoloog.
- rond 305, Porphyrius van Tyrus, filosoof.
- 309, Pamphilus van Caesarea, bisschop van Caesarea, theoloog.
- rond 325, Lactantius, Numidische retoricus.
- 329, Gregorius van Nazianze, kerkleraar, theoloog.
- rond 340, Eusebius van Caesarea, bisschop van Caesarea, christelijke schrijver, theoloog en apologeet.
- 379, Basilius van Caesarea, bisschop van Caesarea, theoloog.
- 394, Gregorius van Nyssa, theoloog.
- tussen 395 en 400, Ammien Marcellinus, Grieks-Romeinse historicus.
- 397, Ambrosius van Milaan, bisschop van Milaan, kerkleraar, theoloog, schrijver en dichter.